# Ceratomyxa antarctica
Ceratomyxa antarctica is een microscopische parasiet uit de familie Ceratomyxidae. Ceratomyxa antarctica werd in 2002 beschreven door Kovaljova, Rodjuk & Grudney. 